# Paredes de Escalona
Paredes de Escalona è un comune spagnolo di 113 abitanti situato nella comunità autonoma di Castiglia-La Mancia.